# Svetoslav Vutsov
Svetoslav Vutsov (Sofía, 9 de julio de 2002) es un futbolista búlgaro que juega en la demarcación de portero para el PFC Levski Sofia de la Liga Bulgaria A PFG.

## Selección nacional
Tras jugar en varias categorías inferiores de la selección, finalmente hizo su debut con la selección de fútbol de Bulgaria el 20 de junio de 2023 en un partido amistoso contra Ucrania que finalizó con un resultado de empate a uno tras el gol de Radoslav Kirilov para Bulgaria, y de Taras Stepanenko para el combinado ucraniano.

## Clubes
| Club                | País     | Año       | Partidos | Goles |
| ------------------- | -------- | --------- | -------- | ----- |
| PFC Septemvri Sofia | Bulgaria | 2018-2019 | 1        | 0     |
| PFC Slavia Sofia    | Bulgaria | 2020-2025 | 133      | 0     |
| PFC Levski Sofia    | Bulgaria | 2025-     | 11       | 0     |